# 本耶馬渓インターチェンジ
本耶馬溪インターチェンジ（ほんやばけいインターチェンジ）は、大分県中津市にある中津日田道路のインターチェンジである。

## 道路
- 中津日田道路（8番）

## 接続する道路
- 大分県道667号落合斉藤線

## 歴史
- 2012年（平成24年）3月31日 : 本耶馬溪IC - 耶馬溪山移IC間開通に伴い供用開始。
- 未定 : 青の洞門・羅漢寺IC - 本耶馬渓IC間開通予定。

## 隣
中津日田道路
青の洞門・羅漢寺IC（事業中） - (8) 本耶馬溪IC - (9) 耶馬溪山移IC

## 最寄りの施設
- 中津市役所本耶馬溪支所
- 競秀峰
- 青の洞門
- 羅漢寺